# Gedeon Morris
Gedeon Morris ou mais conhecido por Gedeon Morris de Jonge (o moço), nasceu na Zelândia - Países Baixos em 1610? e morreu vítima da revolta indígena contra os neerlandeses em 1644, na Barra do Ceará. Foi governador da capitania do Ceará entre 1638 e 1644, e importante incentivador da exploração salineira no Siará Grande e da conquista do Maranhão pelos neerlandeses.

## O Ceará sob o domínio neerlandês
No ano 1637, o território do Ceará foi tomado pelos neerlandeses. Isso foi o resultado de um trabalho conjunto com os indígenas nativos, pelos quais os portugueses foram feitos prisioneiros e levados para o Recife, cidade então sob domínio neerlandês.
Gedeon Morris chegou ao Ceará em 5 de agosto de 1638. Ele foi feito prisioneiro durante as ações portuguesas na foz do rio Amazonas, em 1627, contras ingleses, irlandeses e neerlandeses. Foi então levado para o Maranhão, onde ficou preso até 1636. Depois da sua libertação, retornou aos Países Baixos e logo em seguida retornou para o Brasil.
Na primeira ocupação neerlandesa do Ceará (1637-1644), o forte da Barra do Ceará foi reformado, as pesquisas para a exploração das salinas foram feitas e em 1640, Gedeon Morris entregou ao governo do Recife plano de invasão do Maranhão, fato que aconteceu em 1641.
Em 1644, quando Gedeon Morris e sua tropa retornava das batalhas no Maranhão, foram mortos numa emboscada organizada pelos próprios indígenas. Com a emboscada desse ano, o Fortim de São Sebastião também foi destruído.